# Międzynarodowy Dzień Osób Niebinarnych
Międzynarodowy Dzień Osób Niebinarnych – obchodzony jest co roku na świecie 14 lipca. Polski Dzień Osób Niebinarnych obchodzony jest 9 marca. Jego celem jest zwiększanie świadomości na temat problemów, z którymi borykają się osoby niebinarne na całym świecie oraz podejmowanie działań na rzecz ich zwalczania. Po raz pierwszy dzień ten był obchodzony w 2012 roku. Data została wybrana ze względu na to, że przypada dokładnie pomiędzy Międzynarodowym Dniem Mężczyzn a Międzynarodowym Dniem Kobiet.